# Голубівська сільська рада (Середино-Будський район)
Голубі́вська сільська́ ра́да — колишній орган місцевого самоврядування в Середино-Будському районі Сумської області. Адміністративний центр — село Голубівка.

## Загальні відомості
- Населення ради: 445 осіб (станом на 2001 рік)

## Населені пункти
Сільській раді були підпорядковані населені пункти:
- с. Голубівка
- с. Заріччя
- с. Лісне
- с. Поліське

### Колишні населені пункти
- с. Поділи, зняте з обліку 1988 року

## Склад ради
Рада складалася з 12 депутатів та голови.
- Голова ради: Білоус Раїса Володимирівна

### Керівний склад попередніх скликань
| Прізвище, ім'я, по батькові | Основні відомості                                                                     | Дата обрання | Дата звільнення |
| --------------------------- | ------------------------------------------------------------------------------------- | ------------ | --------------- |
| Кувіка Ніна Федорівна       | Сільський голова, 1954 року народження, Всеукраїнське об'єднання «Батьківщина»        | 26.03.2006   | 31.10.2010      |
| Білоус Раїса Володимирівна  | Сільський голова, 1960 року народження, освіта середня загальна, член Партії регіонів | 31.10.2010   |                 |

Примітка: таблиця складена за даними сайту Верховної Ради України